# Earl Cadogan

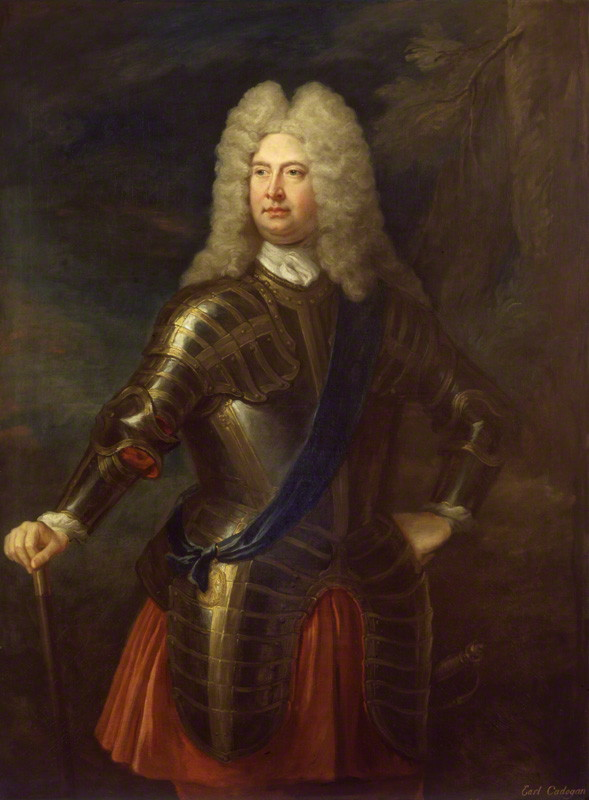
William Cadogan, 1. Earl Cadogan

Wappen der Earls Cadogan

Earl Cadogan ist ein erblicher britischer Adelstitel, der zweimal in der Peerage of Great Britain geschaffen wurde.

## Verleihungen und nachgeordnete Titel
Erstmals wurde am 8. Mai 1718 der Titel Earl Cadogan, in the County of Denbigh, für William Cadogan, 1. Baron Cadogan, geschaffen. Zusammen mit der Earlswürde wurden ihm die nachgeordneten Titel Viscount Caversham, in the County of Oxford und Baron Cadogan, of Oakley in the County of Buckingham, verliehen, letzterer mit dem besonderen Zusatz, dass er in Ermangelung männlicher Nachkommen auch an seinen jüngeren Bruder Charles Cadogan und dessen männliche Nachkommen vererbbar sei. Bereits am 21. Juni 1716 war er zum Baron Cadogan, of Reading in the County of Berkshire, erhoben worden. Der Earl hatte zwei Töchter, aber keine Söhne, sodass bei seinem Tod am 17. Juli 1726 seine Titel erloschen, mit Ausnahme der Baronie Cadogan von 1718, die gemäß dem besonderen Zusatz an seinen Bruder als 2. Baron fiel.
Dessen Sohn, Charles Cadogan, 3. Baron Cadogan, war königlicher Münzmeister (Master of the Mint). Für ihn wurde am 27. Dezember 1800 der Titel Earl Cadogan neu geschaffen, zusammen mit dem nachgeordneten Titel Viscount Chelsea, in the County of Middlesex. Dessen jüngster Sohn George Cadogan, der spätere 3. Earl, wurde am 10. September 1831 in der Peerage of the United Kingdom zum Baron Oakley, of Caversham in the County of Oxford, erhoben.

## Liste der Earls und Barone Cadogan

### Earls Cadogan, erste Verleihung (1718)
- William Cadogan, 1. Earl Cadogan (1672–1726)

### Barone Cadogan (1718)
- William Cadogan, 1. Earl Cadogan, 1. Baron Cadogan (1672–1726)
- Charles Cadogan, 2. Baron Cadogan (1685–1776)
- Charles Cadogan, 3. Baron Cadogan (1728–1807) (1800 zum Earl Cadogan erhoben)

### Earls Cadogan, zweite Verleihung (1800)
- Charles Cadogan, 1. Earl Cadogan (1728–1807)
- Charles Cadogan, 2. Earl Cadogan (1749–1832)
- George Cadogan, 3. Earl Cadogan (1783–1864)
- Henry Cadogan, 4. Earl Cadogan (1812–1873)
- George Cadogan, 5. Earl Cadogan (1840–1915)
- Gerald Cadogan, 6. Earl Cadogan (1869–1933)
- William Cadogan, 7. Earl Cadogan (1914–1997)
- Charles Cadogan, 8. Earl Cadogan (1937–2023)
- Edward Cadogan, 9. Earl Cadogan (* 1966)

Voraussichtlicher Titelerbe (Heir apparent) ist der Sohn des aktuellen Titelinhabers, George Cadogan, Viscount Chelsea (* 1995).